# 丈夫的女朋友
《丈夫的女朋友》是一部从2013年10月24日起在日本东京放送电视台（TBS）播出的日本电视连续剧，改編自同名小说，川口春奈與鈴木砂羽雙主演。播送时间为每周四晚9时至9时54分，每集54分钟。

## 简介
《丈夫的女朋友》是由同名小說改編而成的电视剧，以身体灵魂互换为题材。山岸星见是一间食品公司的派遣职员。她的上司，小松原麦太郎与同事石黒靖下班后会到星见家帮忙辅导她通过考试，但被小松原麦太郎的妻子菱子发现丈夫出入星见家。疑心很重、想象力丰富的菱子以为丈夫和星见之间有不伦关系，便约星见出来，准备摊牌。谁知两人遇见魔女，将两人灵魂互换，并且告诉两人不得将这件事告诉其他人，否则就变不回去了。一边从39岁的家庭主妇变成了20岁的派遣职员，而且是（自认为的）丈夫的外遇对象；另一边从小女生变成了两个孩子的妈妈，要持家侍夫。菱子和星见的生活都变得一团糟。两人只有互相帮助，才能守住秘密。但两人之间的心结让这个任务无比艰辛。
本剧主演川口春奈是首次主演黄金档（木九）电视剧。由于同时播放的还有热门剧集《Doctor X 2》，本剧在日本播放的收视率创下同时段新低。

## 主要角色
小松原菱子（铃木砂羽 饰）
39岁的家庭主妇，小松原麦太郎的妻子，真人和实花的母亲。
山岸星见（川口春奈 饰）
小松原麦太郎的下属，营业部的派遣职员，20岁。性格活泼，常常穿便服上班。小时候父亲因事故过世，母亲再嫁後，母女关系变差，久不见面。

### 小松原家
小松原麦太郎（田边诚一 饰）
小松原菱子的丈夫，42歳，大东亚制粉公司营业部面食科的科长。星见称他为“麦麦”。
小松原实花（大友花恋 饰）
小松原夫妇的女儿，就读初中三年级。对石黑靖很有好感。
小松原真人（铃木福 饰）
小松原夫妇的儿子，就读小学五年级。

### 大东亚制粉公司
石黒靖（古川雄辉 饰）
营业部的职员，海外归国人士，精通英语，26岁。星见称他为“石仔”。对山岸星见有好感，在第5集表白。
久米圭祐（柳泽慎吾 饰）
营业部的部长，小松原麦太郎的上司。

### 其他
相川千代乃（山村红叶 饰）
真人所在小学家长会（PTA）的会长，真人同班同学佑生的媽媽。常常组织PTA的各位妈妈聚餐以及进行义务巡逻的活动。菱子对聚餐不胜其烦但又不敢得罪她。菱子和星见身份互换後，相川对流连在小松原家附近的年轻女子抱有怀疑，又因为占据了菱子身体的星见直言快语而不高兴。佑生和真人打架後对占据了菱子身体的星见更是看不顺眼。然而郊游中佑生被占据了菱子身体的星见救回一命，此後对小松原太太十分感激，常常到小松原家帮忙。
山岸史子（片平渚 饰）
星见的媽媽，食品公司的社长，和星见关系不好。希望星见不要再做派遣职员，到自家的公司上班。

## 演职员

### 演员
| - 川口春奈 饰演 山岸星见 - 铃木砂羽 饰演 小松原菱子 - 田边诚一 饰演 小松原麦太郎 - 铃木福 饰演 小松原真人 - 大友花恋 饰演 小松原实花 - 古川雄辉 饰演 石黒靖 | - 柳泽慎吾 饰演 久米圭祐 - 山村红叶 饰演 相川千代乃 - 片平渚 饰演 山岸史子 - 李千鹤 饰演 吉田茉莉子 - 住吉真理子 饰演 清水香织 - 篠田涼也 饰演 相川佑生 | - 阿南敦子 饰演 中村みどり - 岩崎百合 饰演 中村ひなの - 渡辺えり 饰演 魔女 - 石仓三郎 客串 杉下铁男（2） - 山口龙央 客串 桑原隆行（2） |

### 制作人员与机构
- 编剧：江头美智留、横田理惠
- 音乐：山下康介
- 导演：二宫崇、三木康一郎
- 助理编剧： 赤澤ムック
- 音乐协理：沟口大悟、久世烈
- 选曲：长泽佑树（ヴェントゥオノ）
- 字幕背景： 熊本直樹、阪本親則
- 视觉效果：泉谷修、岡有美（日本エフェクトセンター）
- 服装协理：里見陽子
- 制片人：井上龙太

## 播出日程與收視率
| 集数                                                    | 播放日期 | 标题                                                     | 编剧       | 导演       | 收视率 |
| ------------------------------------------------------- | -------- | -------------------------------------------------------- | ---------- | ---------- | ------ |
| 1                                                       | 10月24日 | 主婦とOLが入れ替わる!? “2人のママ”が家族を救う!!         | 江头美智留 | 二宫崇     | 4.7%   |
| 2                                                       | 10月31日 | ママが再発見…やっぱり家族が好きっ！                      | 江头美智留 | 二宫崇     | 4.8%   |
| 3                                                       | 11月07日 | 親子ハイキング危機一髪                                   | 横田理惠   | 三木康一郎 | 3.7%   |
| 4                                                       | 11月14日 | すべてバラします!!〜今夜前半クライマックス               | 江头美智留 | 三木康一郎 | 3.1%   |
| 5                                                       | 11月21日 | 親子愛を描く新章スタート！ ママは、愛してるよ            | 横田理恵   | 二宮崇     | 3.0%   |
| 6                                                       | 11月28日 | その人は私じゃない！…パパと入れ替わったママの初デート    | 江頭美智留 | 塚本連平   | 3.6%   |
| 7                                                       | 12月05日 | 転校生ママが爆弾発言！ パパ危うし！ 新営業部長の悪巧み！ | 横田理恵   | 二宮崇     | 4.5%   |
| 8                                                       | 12月12日 | 遂に最終回！ 衝撃過ぎる！ なんで今カラダが戻っちゃうの！ | 江頭美智留 | 三木康一郎 | 3.3%   |
| 平均收視率3.87%（收視率由Video Research於關東地區統計） |          |                                                          |            |            |        |

## 音乐
- 主题曲：Serena《CHANGE!!》（アリオラジャパン[3]）[4]